# Dorothy Rice Sims
Pour les articles homonymes, voir Sims.
Dorothy Rice Sims, née le 24 juin 1889, Asbury Park, au New Jersey, et morte le 24 mars 1960 au Caire, en Égypte, est une femme de lettres, journaliste, aviatrice et joueuse de bridge de compétition américaine.

## Biographie
Fille de l'avocat et homme d'affaires Isaac Rice, né en Bavière et fondateur du chantier naval Electric Boat de Groton, elle vit une jeunesse choyée dans le milieu de la grande bourgeoisie new-yorkaise. Bien qu'elle cesse de fréquenter l'école à 12 ans, elle reçoit aussi une éducation privée de haut niveau. Ses parents sont musiciens, et son père, en outre, musicologue : les Rice encouragent donc leurs six enfants à développer toutes leurs aptitudes aussi bien physiques qu'intellectuelles et artistiques. Les talents de poète de la jeune Dorothy sont donc encouragés et la famille Rice reçoit dans ses salons plusieurs des grands écrivains de l'époque, dont Theodore Dreiser et Frank Harris.
Avec sa sœur, Marion Rice Hart, la jeune Dorothy devient aussi une grande sportive et une célèbre aviatrice. Seule, elle participe même à des courses de motocyclette dès 1916. Un accident d'hydravion, en compagnie de Lawrence Sperry, ne semble pas doucher son enthousiasme et donne lieu encore de nos jours, Sperry ayant été l'inventeur du pilote automatique, à tous les fantasmes,.
Après un premier mariage plutôt décevant avec le peintre Waldo Peirce, dont elle divorce en 1917, elle se remarie avec l'aviateur et joueur de bridge Philip Hal Sims. Les époux Sims reçoivent dans leur maison du New Jersey d'éminents spécialistes du bridge et forment une équipe redoutable qui remporte plusieurs compétitions nationales au début des années 1930. Forte de cette notoriété, Dorothy Rice Sims publie alors des ouvrages sur le bridge et la technique des enchères. Elle fait également paraître à la même époque son seul roman policier, Brouillard (Fog, 1933), écrit en collaboration avec Valentin Williams, et traduit en France dans la collection Le Masque en 1939.
Après la mort de son mari en 1949, elle voyage à travers le monde à titre de correspondant pour divers journaux américains. Elle meurt d'une crise cardiaque au Caire en mars 1960, alors qu'elle venait de terminer un tour du monde.

## Œuvre

### Roman policier
- Fog (1933), en collaboration avec Valentin Williams Publié en français sous le titre Brouillard, Paris, Librairie des Champs-Élysées, coll. « Le Masque » no 266, 1939

### Autres ouvrages
- Psychic Bidding (1932)
- Just Bridge (1935), en collaboration avec Ewart Kempson
- Dorothy Rice Sims, Curiouser and Curiouser : a Book in the Jugular Vein, Simon and Schuster, 1940, 201 p. (présentation en ligne), autobiographie avec illustration de l'auteure.
- How to Live on a Hunch; or, the art of psychic living (1944), essais

## Sources
- Jacques Baudou et Jean-Jacques Schleret, Le Vrai Visage du Masque, vol. 1, Paris, Futuropolis, 1984, 476 p. (OCLC 311506692), p. 468.